# Ꚁ
Ꚁ, ꚁ (w Unikodzie nazwana dwe) – litera rozszerzonej cyrylicy, wykorzystywana dawniej w języku abchaskim do oznaczania dźwięku [dʷ]. Odpowiada używanemu współcześnie digrafowi Дә. Litera Ꚁ pochodzi od litery podstawowej cyrylicy Д.

## Kodowanie
| Znak                   | Ꚁ                           | Ꚁ                           | ꚁ                         | ꚁ                         |
| ---------------------- | --------------------------- | --------------------------- | ------------------------- | ------------------------- |
| Nazwa w Unikodzie      | cyrillic capital letter dwe | cyrillic capital letter dwe | cyrillic small letter dwe | cyrillic small letter dwe |
| Kodowanie              | dziesiątkowo                | szesnastkowo                | dziesiątkowo              | szesnastkowo              |
| Unicode                | 42624                       | U+A680                      | 42625                     | U+A681                    |
| UTF-8                  | 234 154 128                 | ea 9a 80                    | 234 154 129               | ea 9a 81                  |
| Odwołania znakowe SGML | &#42624;                    | &#xA680;                    | &#42625;                  | &#xA681;                  |